# Walter van Pagliara
Walter van Pagliara (Palena, circa 1165 - Rome, 1229) was een edelman uit de Abruzzen die een wisselende carrière had ten dienste van het Duitse Huis Hohenstaufen dat de macht greep in het koninkrijk Sicilië. 
In de Roomse Kerk was hij bisschop van Troia (1189-1200, 1200-1202 enkel in titel), aartsbisschop-elect van Palermo (1200-1202) en bisschop van Catania (1208-1229). Alle bisschopszetels waren in het koninkrijk Sicilië.
In het koninkrijk Sicilië was hij kanselier in vier periodes (1191-1191; 1195-1202; 1207-1210; 1212-1221). Walter was heer van Calatabiano (1213-1215).

## Namen
Zijn naam in het Italiaans is Gualtiero di Pagliaria, of met een oudere naam di Palearia of di Palladoro. Zijn naam in het kerklatijn was Gualtierus de Palearia. De naam Pagliara in Walters naam was de naam van het kasteel in de Abruzzen.

## Levensloop

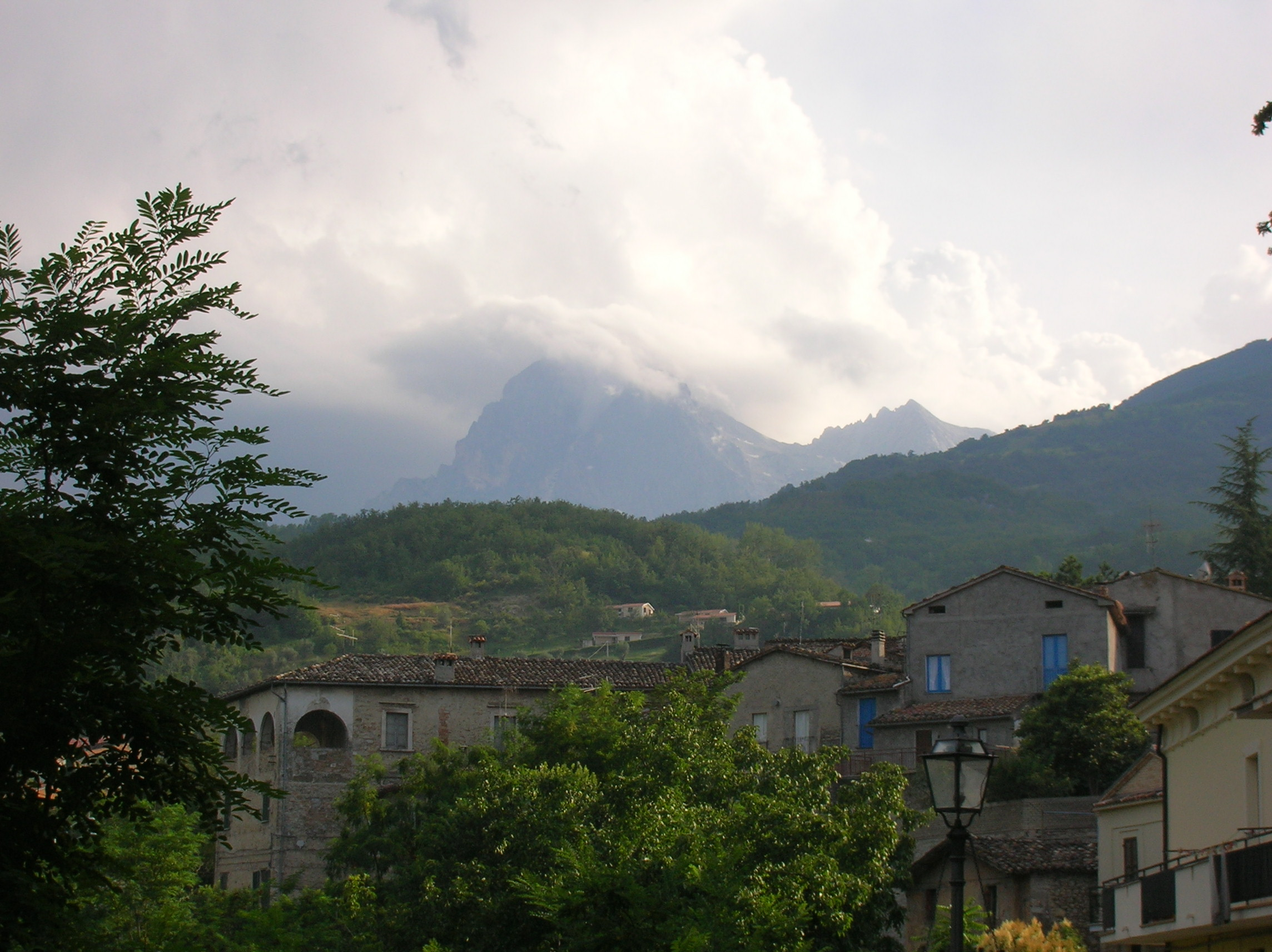
Isola del Gran Sasso in de Abbruzzen, vanwaar Walter afkomstig was

Walter was een telg uit de adellijke familie van graven van Manoppello en Valva, waarvan de oorsprong teruggaat tot de graven van Marsi of Marsica in Latium. Hun origine was gemengd Frankisch en Longobardisch. De adellijke familie leefde in het huidige Isola del Gran Sasso d’Italia in de Abruzzen, dat destijds gelegen was in het koninkrijk Sicilië en Napels onder bestuur van het Normandische Huis Hauteville. 

### Bisschop van Troia
In 1189 wijdde paus Clemens III edelman Walter tot bisschop van Troia in Apulië, in het Normandische Zuid-Italië. Walter kreeg van de paus het pallium, dat normaal enkel aan aartsbisschoppen wordt geschonken. Het bezegelde een loyauteit van Walter aan de paus. In datzelfde jaar 1189 stierf koning Willem II van Sicilië. Walter was een tegenstander van de kroning van Tancred van Lecce uit het Huis Hauteville. Tancred werd toch gekroond door toedoen van de fractie aan het Hof rond kanselier Matteo van Ajello, en dit met pauselijke steun. De tegenkandidaat was de Rooms-Duitse keizer Hendrik VI van het Huis Hohenstaufen; de Hohenstaufen vonden aan het Hof steun bij de fractie onder leiding van de aartsbisschop van de hoofdstad Palermo Walter Offamilio. Duitsgezinde baronnen kwamen samen in Troia. Walter bevocht, samen met Rogier van Andria, de stad Foggia in zijn bisdom, want Foggia bood steun aan Tancred. Voor Hendrik VI was Walter alvast zijn kanselier van Sicilië. Nadat Hendrik VI zich voorlopig terugtrok in het Rooms-Duitse Rijk (1191), ondervond bisschop Walter ernstige tegenkantingen. De geestelijkheid in Troia was voor koning Tancred. Walter trok in ballingschap naar het Duitse Rijk in 1193; hij verbleef een tijdje in Haguenau in de Elzas.
In 1194 keerde Walter terug in het kielzog van keizer Hendrik VI. Ditmaal lukte het de keizer om gewapenderhand Napels en Sicilië te veroveren en zich te laten kronen tot koning van Sicilië (1194). Het Huis Hauteville was afgezet en het Duitse Huis Hohenstaufen was aan de macht. Bisschop Walter werd beloond met het kanselierschap van Sicilië (1195). Walter werd ook lid van de Kroonraad of Familiares regis. Walter werd de machtige politicus nadat het Huis Hauteville geweken was voor de Hohenstaufen.

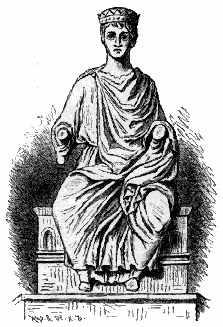
Frederik II als Romeins koning en Rooms-Duits keizer. Walter speelde een belangrijke rol tijdens zijn jeugdjaren.

Hendrik VI keerde terug naar Duitsland (1196); het bestuur van Sicilië was in handen van keizerin Constance van Sicilië (1154-1198) en de keizerlijke vicaris Koenraad van Hildesheim. In 1197 stierf Hendrik VI. De keizerin-weduwe Constance had het niet begrepen op Walter: ze zette hem af als kanselier, pakte hem het Staatszegel van Sicilië af en sloot Walter op in de cel. Zij had schrik dat Walter, samen met Duitse soldaten, de macht zou grijpen in het koninkrijk Sicilië. Constance kende Walters antipathieën voor Normandische Sicilianen. Doch paus Innocentius III kwam tussenbeide: Walter werd in al zijn ambten hersteld en Constance moest instemmen dat Walter Sicilië bestuurde, als hoofd van de Kroonraad, in naam van de minderjarige prins Frederik II. In 1198 stierf Constance. Voor paus Innocentius III was de tijd rijp om zich met de opvoeding van de jonge kroonprins van Sicilië te bemoeien. Walter kreeg de pauselijke opdracht toe te zien op de opvoeding van Frederik II. Als mentor van Frederik II was hij de verbindingspersoon tussen Sicilië en de Hohenstaufen in het Rooms-Duitse Rijk. Walter bevond zich hierdoor op het hoogtepunt van zijn macht. Hij bestuurde Sicilië. Om Siciliaanse edelen aan zich te binden, schonk hij hen delen van het Kroondomein. Zijn bisdom Troia in Apulië bestuurde hij op afstand; het betrof uitsluitend beheer van vastgoed dat tot de bisschopstroon behoorde.

### Aartsbisschop-elect van Palermo
In 1199 wenste Walter, naast de hoogste staatsmacht, ook het hoogste ambt van de Roomse Kerk in Sicilië: het aartsbisdom Palermo, in de hoofdstad. Aartsbisschop Bartolomeus was overleden (1199). Het kapittel van de kathedraal verkoos Walter tot aartsbisschop en de pauselijke nuntius in Sicilië, kardinaal Cinzio di San Lorenzo, ging akkoord. Doch paus Innocentius III ging niet akkoord. Walter zou te veel macht bundelen in een persoon. In 1200 drong de paus de volgende oplossing op: Walter werd administrator van het aartsbisdom Palermo en mocht de titel van bisschop van Troia behouden. In 1200 sloeg Walter een aanval op Palermo af. Die aanval werd geleid door Markwaard van Annweiler, een vertrouweling van voormalig Hendrik VI. Markwaard beweerde dat hij de mentor van Frederik II moest zijn. Om de aanval af te slaan steunde Walter op hulp van zijn broer Gentile, graaf van Pagliara. Paus Innocentius had een legertje hulptroepen gestuurd naar Walter, een legertje onder leiding van de neef van de paus, maarschalk Giacome. Walter van Pagliara bleef overeind als kanselier en de bestuurder over Sicilië.
Niettemin kwam Walter in datzelfde jaar 1200 op ramkoers met paus Innocentius III. De paus beloofde aan Wouter III van Brienne de koningskroon van Sicilië, waarop Wouter III zich prompt koning van Sicilië liet noemen. Voor Walter was het pauselijk initiatief een oorlogsverklaring aan de jonge kroonprins Frederik II. In 1201 trok Walter op veldtocht tegen Wouter III op het Zuid-Italiaanse vasteland. De paus had Wouter III daar immers beleend met het prinsdom Tarento, het hertogdom Apulië en het graafschap Lecce, alles samen een aanzienlijk stuk van het vasteland van het koninkrijk Sicilië.

### Tijdelijk in de ban van de Roomse Kerk
De veldtocht werd een flop voor Walter. Een jaar later, in 1202, sloeg Innocentius III Walter in de ban van de Roomse Kerk. Dit betekende dat Walter bisschop af was. Innocentius III voegde er bovendien aan toe dat Walter corrupt was zowel in kerkelijke financiën als met de Siciliaanse schatkist. Door een staatsgreep in Palermo had Willem van Capparone, een avonturier, zich eigen gemaakt van het paleis; Frederik II werd voortaan opgevoed onder bescherming van Willem van Capparone. Walter verzoende zich snel met de paus (1202) doch kreeg zijn bisschopstroon niet terug. In 1203 werd de excommunicatie opgeheven. Pas in 1206 lukte het Walter om met geweld het koninklijk paleis in Palermo in te nemen. Dit gebeurde met hulp van Diepold van Acerra, die daarna door Walter werd opgesloten op beschuldiging van verraad. Walter was opnieuw de enige tutor van de jonge Frederik II. Meer nog, Walter werd hersteld als kanselier van Sicilië en hoofd van de Kroonraad (1207). Hij sloeg een aanval van de republiek Pisa af, die Willem van Capparone terug in het paleis wilde zien (1207). 

### Bisschop van Catania
In 1208 verkoos het kapittel van de kathedraal van Catania Walter tot hun bisschop. Hiermee zetelde Walter na zes jaar opnieuw op een bisschopstroon. Dit vond plaats met pauselijke steun. Walter beheerde de staatszaken zoals voorheen.
In 1208 werd de 14-jarige Frederik II meerderjarig. Frederik kreeg de koningskroon van Sicilië en regeerde voortaan zelf. Frederik II duwde Walter meer en meer buiten de staatszaken. Hij verweet Walter het Kroondomein verkwanseld te hebben. Walter verloor de financiële controle over het Kroondomein. Frederik II ontnam Walter het kanselierschap en smeet hem uit de Kroonraad (1210). 

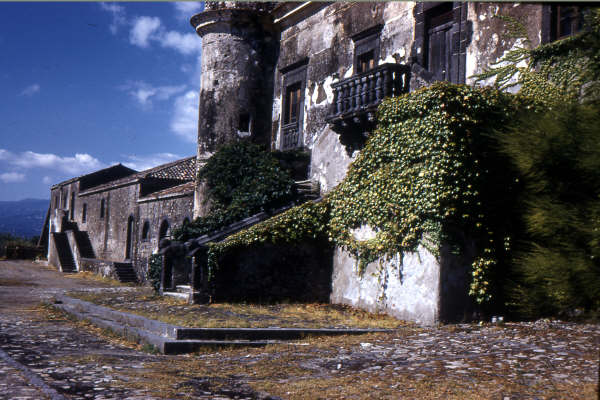
Kasteel van Calatabiano, een geschenk van koningin Constance

In 1212 verliet Frederik II Sicilië, om te regeren als Rooms-Duitse koning en tegenkoning en als keizer. Constance van Aragon, de koningin-gemalin, was Walters grootste bondgenoot. Constance haalde Walter opnieuw binnen in de Kroonraad en stelde hem aan tot kanselier van Sicilië. Constance schonk hem bovendien het kasteel van Calatabiano en de gelijknamige heerlijkheid (1213).
Bisschop Walter nam deel aan het Vierde Lateraans Concilie (1215) tijdens deze episode van zijn leven. 
Walter hervormde in zijn bisdom Catania de financiën; zo richtte hij nieuwe controleambten op om beter de geldstromen te controleren. De belangrijkste controleur werd de nieuwe job van magister procurator. Deze job ging naar Walters neef Oderisio de Achano. Doch tegenstanders op het bisdom beklaagden zich bij keizer Frederik II, die prompt de hervormingen in Catania terugschroefde. De bestuursmacht van Walter brokkelde verder af. Frederik II pakte hem het kasteel van Calatabiano af. Walter verbleef minder en minder aan het Koninklijk Hof in Palermo en meer in Catania. Walter viel finaal in ongenade van de machtige keizer Frederik II. Frederik II stuurde Walter daarom naar Egypte, in een laatste poging om de Vijfde Kruistocht uit het slop te halen. Franciscus van Assisi had tevoren, in 1219, Egypte bezocht. De pauselijke legaat in Damietta Pelagius van Albano drong heftig aan bij Frederik II om te komen vechten. Frederik II had dit vaag beloofd op zijn keizerskroning (1220). Admiraal en avonturier Hendrik van Malta, bijgenaamd Hendrik de Visser, en Walter droegen samen het opperbevel over de vloot. Hun missie was de kruisvaarders in Damietta ter hulp komen (1221). De nederlaag in Damietta (1221) was een zware ontgoocheling voor kardinaal Pelagius en had, specifiek voor bisschop-kanselier Walter, nefaste gevolgen. 
Frederik II stuurde Walter weg uit Sicilië en ontsloeg hem uit alle ambten en bijhorende inkomsten (1221). Nadat een Siciliaanse vloot Walter afgezet had in Venetië, zwierf Walter verder naar Rome. Paus Honorius III vroeg aan keizer Frederik II toe te laten dat Walter zijn bisschopstroon in Catania hernam. Frederik II weigerde. Walter leefde verder in Rome in de grootste armoede. Hij stapelde de schulden op doordat Romeinse bankiers hem leningen bleven toekennen. Na de dood van Walter (1229) bleek hoe groot de schuldenberg was. Het duurde tot 1239 eer keizer Frederik II de schulden vereffende, althans een deel ervan.